# Stangerode
Stangerode este o comună din landul Saxonia-Anhalt, Germania.